# Шмарје–Сап
Шмарје–Сап (словен. Šmarje–Sap) је насељено место у општини Гросупље, Средњесловенска регија, Словенија.

## Историја
До територијалне реорганизације у Словенији био је у саставу старе општине Гросупље.

## Становништво
У попису становништва из 2011. године, Шмарје-Сап је имао 1.492 становника.
| Број становника према пописима | Број становника према пописима | Број становника према пописима |
| ------------------------------ | ------------------------------ | ------------------------------ |
| 1991                           | 2002                           | 2011                           |
| 1.110                          | 1.376                          | 1.492                          |

Напомена: Године 1961. настала спајањем насеља Сап и Шмарје која су укинута. Године 1971. увећан припајањем насеља Раздрто, које је укинуто, и дела насеља Тлаке. Године 2007. повећан за део насеља Тлаке.

## Галерија
- дворац Турнчек
- поглед на насеље са западне стране
- железничка станица